# 楊建中
楊建中（？—？），中國清朝官員，於咸豐六年（1856年）上任淡水廳大甲中軍守備，臺灣本地人，為台灣清治時期的地方官員，該官職主要從事大甲地區武職事務，品等不高，只為正七品以下。